# R-věty
R-věty (z anglického Risk phrases) jsou starší mezinárodně standardizované věty o nebezpečnosti chemických látek a jejich směsí. Od roku 2015 jsou nahrazeny tzv. H-větami.
R-věty byly stanovené ve směrnice Rady ze dne 27. června 1967 o sbližování právních a správních předpisů týkajících se klasifikace, balení a označování nebezpečných látek, příloha 3. Dle této směrnice nebezpečné látky a přípravky byly látky a přípravky, které vykazovaly jednu nebo více nebezpečných vlastností, a pro tyto vlastnosti byly klasifikovány za podmínek stanovených touto směrnicí jako R-věty. Tento seznam byl určen a znovu publikován jako směrnice 2001/59/ES.
Tyto věty upozorňovaly na nebezpečí a byly používány mezinárodně nejenom v Evropě. Zastaraly a celosvětově byly nahrazeny globálně harmonizovaným systémem klasifikace a označování chemikálií (GHS). Evropská unie ho přijala v roce 2008 a postupně se na něj přecházelo v letech 2010 až 2015. GHS je velmi podobný stávající klasifikaci, dochází však k určitým změnám – R-věty jsou nahrazeny H-větami se stejným účelem, tedy označením specifických rizik látky.

## Jednoduché R-věty
- R1: Výbušný v suchém stavu
- R2: Nebezpečí výbuchu při úderu, tření, ohni nebo působením jiných zdrojů zapálení
- R3: Velké nebezpečí výbuchu při úderu, tření, ohni nebo působením jiných zdrojů zapálení
- R4: Vytváří vysoce výbušné kovové sloučeniny
- R5: Zahřívání může způsobit výbuch
- R6: Výbušný za přístupu i bez přístupu vzduchu
- R7: Může způsobit požár
- R8: Dotek s hořlavým materiálem může způsobit požár
- R9: Výbušný při smíchání s hořlavým materiálem
- R10: Hořlavý
- R11: Vysoce hořlavý
- R12: Extrémně hořlavý
- R14: Prudce reaguje s vodou
- R15: Při styku s vodou uvolňuje extrémně hořlavé plyny
- R16: Výbušný při smíchání s oxidačními látkami
- R17: Samovznětlivý na vzduchu
- R18: Při používání může vytvářet hořlavé nebo výbušné směsi par se vzduchem
- R19: Může vytvářet výbušné peroxidy
- R20: Zdraví škodlivý při vdechování
- R21: Zdraví škodlivý při styku s kůží
- R22: Zdraví škodlivý při požití
- R23: Toxický při vdechování
- R24: Toxický při styku s kůží
- R25: Toxický při požití
- R26: Vysoce toxický při vdechování
- R27: Vysoce toxický při styku s kůží
- R28: Vysoce toxický při požití
- R29: Uvolňuje toxický plyn při styku s vodou
- R30: Při používání se může stát vysoce hořlavým
- R31: Uvolňuje toxický plyn při styku s kyselinami
- R32: Uvolňuje vysoce toxický plyn při styku s kyselinami
- R33: Nebezpečí kumulativních účinků
- R34: Způsobuje poleptání
- R35: Způsobuje těžké poleptání
- R36: Dráždí oči
- R37: Dráždí dýchací orgány
- R38: Dráždí kůži
- R39: Nebezpečí velmi vážných nevratných účinků
- R40: Podezření na karcinogenní účinky
- R41: Nebezpečí vážného poškození očí
- R42: Může vyvolat senzibilizaci při vdechování
- R43: Může vyvolat senzibilizaci při styku s kůží
- R44: Nebezpečí výbuchu při zahřátí v uzavřeném obalu
- R45: Může vyvolat rakovinu
- R46: Může vyvolat poškození dědičných vlastností
- R48: Při dlouhodobé expozici nebezpečí vážného poškození zdraví
- R49: Může vyvolat rakovinu při vdechování
- R50: Vysoce toxický pro vodní organismy
- R51: Toxický pro vodní organismy
- R52: Škodlivý pro vodní organismy
- R53: Může vyvolat dlouhodobé nepříznivé účinky ve vodním prostředí
- R54: Toxický pro rostliny
- R55: Toxický pro živočichy
- R56: Toxický pro půdní organismy
- R57: Toxický pro včely
- R58: Může vyvolat dlouhodobé nepříznivé účinky v životním prostředí
- R59: Nebezpečný pro ozonovou vrstvu
- R60: Může poškodit reprodukční schopnost
- R61: Může poškodit plod v těle matky
- R62: Možné nebezpečí poškození reprodukční schopnosti
- R63: Možné nebezpečí poškození plodu v těle matky
- R64: Může poškodit kojené dítě
- R65: Zdraví škodlivý: při požití může vyvolat poškození plic
- R66: Opakovaná expozice může způsobit vysušení nebo popraskání kůže
- R67: Vdechování par může způsobit ospalost a závratě
- R68: Možné nebezpečí nevratných účinků

## Kombinované R-věty
- R14/15: Prudce reaguje s vodou za uvolňování extrémně hořlavých plynů
- R15/29: Při styku s vodou uvolňuje toxický, extrémně hořlavý plyn
- R20/21: Zdraví škodlivý při vdechování a při styku s kůží
- R20/22: Zdraví škodlivý při vdechování a při požití
- R20/21/22: Zdraví škodlivý při vdechování, styku s kůží a při požití
- R21/22: Zdraví škodlivý při styku s kůží a při požití
- R23/24: Toxický při vdechování a při styku s kůží
- R23/25: Toxický při vdechování a při požití
- R23/24/25: Toxický při vdechování, styku s kůží a při požití
- R24/25: Toxický při styku s kůží a při požití
- R26/27: Vysoce toxický při vdechování a při styku s kůží
- R26/28: Vysoce toxický při vdechování a při požití
- R26/27/28: Vysoce toxický při vdechování, styku s kůží a při požití
- R27/28: Vysoce toxický při styku s kůží a při požití
- R36/37: Dráždí oči a dýchací orgány
- R36/38: Dráždí oči a kůži
- R36/37/38: Dráždí oči, dýchací orgány a kůži
- R37/38: Dráždí dýchací orgány a kůži
- R39/23: Toxický: nebezpečí velmi vážných nevratných účinků při vdechování
- R39/24: Toxický: nebezpečí velmi vážných nevratných účinků při styku s kůží
- R39/25: Toxický: nebezpečí velmi vážných nevratných účinků při požití
- R39/23/24: Toxický: nebezpečí velmi vážných nevratných účinků při vdechování a při styku s kůží
- R39/23/25: Toxický: nebezpečí velmi vážných nevratných účinků při vdechování a při požití
- R39/24/25: Toxický: nebezpečí velmi vážných nevratných účinků při styku s kůží a při požití
- R39/23/24/25: Toxický: nebezpečí velmi vážných nevratných účinků při vdechování, styku s kůží a při požití
- R39/26: Vysoce toxický: nebezpečí velmi vážných nevratných účinků při vdechování
- R39/27: Vysoce toxický: nebezpečí velmi vážných nevratných účinků při styku s kůží
- R39/28: Vysoce toxický: nebezpečí velmi vážných nevratných účinků při požití
- R39/26/27: Vysoce toxický: nebezpečí velmi vážných nevratných účinků při vdechování a při styku s kůží
- R39/26/28: Vysoce toxický: nebezpečí velmi vážných nevratných účinků při vdechování a při požití
- R39/27/28: Vysoce toxický: nebezpečí velmi vážných nevratných účinků při styku s kůží a při požití
- R39/26/27/28: Vysoce toxický: nebezpečí velmi vážných nevratných účinků při vdechování, styku s kůží a při požití
- R42/43: Může vyvolat senzibilizaci při vdechování a při styku s kůží
- R48/20: Zdraví škodlivý: nebezpečí vážného poškození zdraví při dlouhodobé expozici vdechováním
- R48/21: Zdraví škodlivý: nebezpečí vážného poškození zdraví při dlouhodobé expozici stykem s kůží
- R48/22: Zdraví škodlivý: nebezpečí vážného poškození zdraví při dlouhodobé expozici požíváním
- R48/20/21: Zdraví škodlivý: nebezpečí vážného poškození zdraví při dlouhodobé expozici vdechováním a stykem s kůží
- R48/20/22: Zdraví škodlivý: nebezpečí vážného poškození zdraví při dlouhodobé expozici vdechováním a požíváním
- R48/21/22: Zdraví škodlivý: nebezpečí vážného poškození zdraví při dlouhodobé expozici stykem s kůží a požíváním
- R48/20/21/22: Zdraví škodlivý: nebezpečí vážného poškození zdraví při dlouhodobé expozici vdechováním, stykem s kůží a požíváním
- R48/23: Toxický: nebezpečí vážného poškození zdraví při dlouhodobé expozici vdechováním
- R48/24: Toxický: nebezpečí vážného poškození zdraví při dlouhodobé expozici stykem s kůží
- R48/25: Toxický: nebezpečí vážného poškození zdraví při dlouhodobé expozici požíváním
- R48/23/24: Toxický: nebezpečí vážného poškození zdraví při dlouhodobé expozici vdechováním a stykem s kůží
- R48/23/25: Toxický: nebezpečí vážného poškození zdraví při dlouhodobé expozici vdechováním a požíváním
- R48/24/25: Toxický: nebezpečí vážného poškození zdraví při dlouhodobé expozici stykem s kůží a požíváním
- R48/23/24/25: Toxický: nebezpečí vážného poškození zdraví při dlouhodobé expozici vdechováním, stykem s kůží a požíváním
- R50/53: Vysoce toxický pro vodní organismy, může vyvolat dlouhodobé nepříznivé účinky ve vodním prostředí
- R51/53: Toxický pro vodní organismy, může vyvolat dlouhodobé nepříznivé účinky ve vodním prostředí
- R52/53: Škodlivý pro vodní organismy, může vyvolat dlouhodobé nepříznivé účinky ve vodním prostředí
- R68/20: Zdraví škodlivý: možné nebezpečí nevratných účinků při vdechování
- R68/21: Zdraví škodlivý: možné nebezpečí nevratných účinků při styku s kůží
- R68/22: Zdraví škodlivý: možné nebezpečí nevratných účinků při požití
- R68/20/21: Zdraví škodlivý: možné nebezpečí nevratných účinků při vdechování a při styku s kůží
- R68/20/22: Zdraví škodlivý: možné nebezpečí nevratných účinků při vdechování a při požití
- R68/21/22: Zdraví škodlivý: možné nebezpečí nevratných účinků při styku s kůží a při požití
- R68/20/21/22: Zdraví škodlivý: možné nebezpečí nevratných účinků při vdechování, styku s kůží a při požití

## Starší, později nepoužívané, věty
- R13: Extrémně hořlavý zkapalněný plyn
- R47: Může způsobit vrozené vývojové vady